# Willy De Clercq
Willy Clarisse Elvire Hector De Clercq (Gand, 8 luglio 1927 – Gand, 28 ottobre 2011) è stato un politico belga, esponente del Partito per la Libertà ed il Progresso.
De Clercq è stato ministro in vari governi di coalizione. Fu segretario di stato per il bilancio dal 1960 al 1961, vice primo ministro e ministro del bilancio dal 1966 al 1968, vice primo ministro e ministro delle finanze dal 1973 al 1974, ministro delle finanze dal 1974 al 1977 e vice primo ministro nel 1980.
È stato anche presidente di varie istanze monetarie internazionali e come presidente del partito liberale, l'allora PVV. 
Ha è stato per un mandato membro della Commissione europea dal 1985 al 1989. Inoltre, divenne ministro di stato nel 1985. Dal 1989 al 2004, 
è stato membro del Parlamento europeo.
Nel 2003, ha creato insieme ad altre personalità di rilievo europeo il centro di strategia Medbridge, il cui obiettivo è quello di promuovere il dialogo e la 
comprensione reciproca tra l'Europa e il Medio Oriente.

## Provenizenza e formazione
Il padre di De Clercq era un commerciante.
De Clercq studiò giurisprudenza all'Università di Gand e trascorse un periodo di studio alla Syracuse University grazie ad una borsa Fulbright.
Dopo la laurea nel 1951 cominciò a lavorare presso la Corte d'appello di Gand. L'anno successivo svolse uno stage presso il segretariato generale delle Nazioni Unite a New York.

## Carriera politica
De Clercq cominciò l'attività politica ai tempi dell'università, quando fu eletto presidente degli studenti liberali e partecipò alla campagna contro il rientro in patria del re Leopoldo III. All'età di 25 anni venne eletto consigliere comunale a Gand.

### Carriera a livello nazionale
Nel 1957 De Clercq venne eletto segretario generale aggiunto del Partito Liberale e successivamente vicepresidente nazionale del partito.
Nel 1958, fu eletto alla Camera dei rappresentanti. Fu continuamente rieletto nelle elezioni successive e fece parte del Parlamento fino al gennaio 1985. Come parlamentare si occupò principalmente di questioni finanziarie e di bilancio. Nel settembre 1960 venne nominato sottosegretario al bilancio nel governo Eyskens III. Nel 1966 De Clercq venne nominato vice primo ministro e ministro del bilancio nell'ambito del governo Vanden Boeynants I.
Dopo la scissione del partito tra fiamminghi e valloni, nel 1971 fu eletto presidente del Partito per la Libertà e il Progresso. De Clercq rese il partito più attento alle questioni sociali e ne rese più progressista la linea politica.
Nel 1973 venne nominato vice primo ministro e ministro delle finanze nel governo di Edmond Leburton. Fu ministro delle finanze anche nel successivo governo Tindemans.
Nel 1979 De Clercq venne eletto membro del Parlamento europeo e divenne presidente della Federazione dei liberali europei. In quell'anno lanciò il suo delfino politico, Guy Verhofstadt, come leader dei Liberali fiamminghi. Nel 1981 De Clercq si dimise dall'incarico di parlamentare europeo e tornò a svolgere la carica di vice primo ministro e ministro delle finanze e del commercio estero nel governo di Wilfried Martens.

### Carriera a livello europeo
All'inizio del 1985 De Clercq entrò in carica come commissario europeo per le relazioni esterne e il commercio nell'ambito della Commissione Delors I. Come commissario De Clercq concluse una serie di accordi commerciali con gli Stati Uniti e nel 1988 firmò un accordo per la normalizzazione delle relazioni tra la CEE e il Comecon. Prese parte ai negoziati dell'Uruguay Round per la liberalizzazione del commercio mondiale. Rimase in carica fino al gennaio 1989.
Dopo la fine del mandato da commissario, De Clercq ha fatto parte del Parlamento europeo ininterrottamente fino al 2004. Dal 1989 al 1997 ha presieduto la Commissione parlamentare per le relazioni economiche esterne, poi fino al 1999 la Commissione giuridica e per i diritti dei cittadini. Dal 2002 al 2004 è stato presidente della delegazione parlamentare per le relazioni con il Canada. Dal 1989 al 1994 è stato vicepresidente del gruppo politico liberale, democratico e riformatore.
Nel 2003 De Clercq fu tra i fondatori dell'organizzazione Medbridge per il rafforzamento dei legami tra Europa e Medio Oriente.

## Onorificenze
- Nomina a ministro di Stato, 1985[6]
- Nomina a conte, 2006[2]

## Legami familiari
Suo nipote Matthias è attivo in politica ed è stato eletto deputato federale.